# Elección para gobernador de Massachusetts de 2022
La elección para gobernador de Massachusetts de 2022 se celebró el 8 de noviembre de 2022, con el fin de elegir al nuevo gobernador del estado. El exrepresentante estatal republicano Geoff Diehl, la fiscal general demócrata Maura Healey y el libertario Kevin Reed se postularon para suceder al gobernador en funciones Charlie Baker, quien no buscó la reelección tras cumplir dos mandatos.Esta fue una de las seis gobernaciones en manos de los republicanos que se disputaron en 2022 en un estado ganado por Joe Biden en las elecciones presidenciales de 2020, y la única contienda en la que el titular saliente decidió no postularse nuevamente a pesar de ser elegible para la reelección.
Las elecciones primarias se llevaron a cabo el 6 de septiembre, con Diehl y Healey ganando frente a una oposición mínima. Debido a la fuerte inclinación liberal de Massachusetts y a las posturas políticas conservadoras de Diehl, se esperaba ampliamente que Healey ganara la elección. La victoria de la demócrata fue anunciada poco después del cierre de las urnas, convirtiéndose Healey en la primera mujer elegida gobernadora de Massachusetts y en la primera gobernadora abiertamente lesbiana en asumir el cargo en la historia de Estados Unidos.
Además, con la elección de Kim Driscoll como vicegobernadora, Massachusetts se convirtió en uno de los dos primeros estados en elegir simultáneamente a mujeres como gobernadora y vicegobernadora, junto con Arkansas, que hizo lo mismo al mismo tiempo. Sin embargo, en Arkansas el gobernador y el vicegobernador se eligen en elecciones separadas. Con el 63.7 % de los votos, el desempeño de Healey fue el más fuerte de cualquier candidato demócrata a la gobernación del estado desde Michael Dukakis en 1986, el mejor resultado en la historia para una demócrata no titular, y el mejor desempeño para cualquier candidato no titular desde Channing Cox en 1920. Healey también hizo historia al recibir más de 1.5 millones de votos, la mayor cantidad jamás obtenida por un candidato demócrata a gobernador en la historia de Massachusetts.
Esta elección representó el mayor cambio en el margen partidista de todas las elecciones para gobernador de 2022, pasando de un margen de victoria de 33.5 puntos a favor del republicano en 2018 a un margen de 29.1 puntos a favor de la demócrata en 2022. Además, todos los condados del estado cambiaron de republicano a demócrata, siendo esta la primera elección para gobernador en la que todos los condados dieron un giro completo desde las elecciones de 2010 en Wyoming.

## Primaria republicana

### Candidatos declarados
- Geoff Diehl, ex representante estatal.[4]
- Chris Doughty, empresario.[5]

### Resultados
| Candidatos                      | Votos   | %    |
| ------------------------------- | ------- | ---- |
|                                 | Votos   | %    |
| Geoff Diehl                     | 149,800 | 55,3 |
| Chris Doughty                   | 120,418 | 44,4 |
| Escritos                        | 769     | 0,03 |
|                                 |         |      |
| Total                           | 275,188 | 100  |
|                                 |         |      |
| Fuente: Massachusetts Elections |         |      |

## Primaria demócrata

### Candidatos declarados
- Maura Healey, fiscal general de Massachusetts.[6]

### Resultados
| Candidatos                      | Votos   | %    |
| ------------------------------- | ------- | ---- |
|                                 | Votos   | %    |
| Maura Healey                    | 642,092 | 85,3 |
| Sonia Chang-Díaz                | 108,574 | 14,4 |
| Escritos                        | 1,972   | 0,03 |
|                                 |         |      |
| Total                           | 777,226 | 100  |
|                                 |         |      |
| Fuente: Massachusetts Elections |         |      |

## Encuestas
| Fuente de la encuesta              | Fecha de realización        | Tamaño de muestra | Healey (D) | Diehl (R) | Dif. |
| ---------------------------------- | --------------------------- | ----------------- | ---------- | --------- | ---- |
| YouGov                             | 20-26 de octubre de 2022    | 700 (RV)          | 61%        | 33%       | +28% |
| Suffolk University                 | 13-16 de octubre de 2022    | 500 (LV)          | 56%        | 33%       | +23% |
| MassINC Polling Group              | 5-14 de octubre de 2022     | 987 (LV)          | 53%        | 23%       | +30% |
| Suffolk University                 | 10-13 de septiembre de 2022 | 500 (LV)          | 52%        | 26%       | +26% |
| Emerson College                    | 7-8 de septiembre de 2022   | 708 (LV)          | 52%        | 34%       | +18% |
| Suffolk University                 | 20-23 de julio de 2022      | 500 (LV)          | 54%        | 23%       | +31% |
| University of Massachusetts Lowell | 7-15 de junio de 2022       | 1000 (LV)         | 61%        | 30%       | +31% |

## Resultados

### Generales
| Elección para gobernador de Massachusetts 2022 | Elección para gobernador de Massachusetts 2022 | Elección para gobernador de Massachusetts 2022 | Elección para gobernador de Massachusetts 2022 | Elección para gobernador de Massachusetts 2022 |
| Partido                                        | Partido                                        | Candidato                                      | Votos                                          | %                                              |
| ---------------------------------------------- | ---------------------------------------------- | ---------------------------------------------- | ---------------------------------------------- | ---------------------------------------------- |
|                                                | Republicano                                    | Geoff Diehl                                    | 859.343                                        | 34,5%                                          |
|                                                | Demócrata                                      | Maura Healey                                   | 1.584.403                                      | 63.7%                                          |
|                                                | Libertario                                     | Kevin Reed                                     | 39,244                                         | 1.6%                                           |
|                                                |                                                |                                                |                                                |                                                |
| Total                                          | Total                                          | Total                                          |                                                | 100                                            |

### Por condado
| Resultados de la elección para gobernador de Massachusetts de 2022 por condado | Resultados de la elección para gobernador de Massachusetts de 2022 por condado | Resultados de la elección para gobernador de Massachusetts de 2022 por condado | Resultados de la elección para gobernador de Massachusetts de 2022 por condado | Resultados de la elección para gobernador de Massachusetts de 2022 por condado | Resultados de la elección para gobernador de Massachusetts de 2022 por condado | Resultados de la elección para gobernador de Massachusetts de 2022 por condado |      |
| Condado                                                                        | Healey (D)                                                                     | Healey (D)                                                                     | Diehl (R)                                                                      | Diehl (R)                                                                      | Reed (L)                                                                       | Reed (L)                                                                       |      |
| Condado                                                                        | Votos                                                                          | %                                                                              | Votos                                                                          | %                                                                              | Votos                                                                          | %                                                                              |      |
| ------------------------------------------------------------------------------ | ------------------------------------------------------------------------------ | ------------------------------------------------------------------------------ | ------------------------------------------------------------------------------ | ------------------------------------------------------------------------------ | ------------------------------------------------------------------------------ | ------------------------------------------------------------------------------ | ---- |
| Condado                                                                        | Barnstable                                                                     | 70,163                                                                         | 59.1%                                                                          | 46,011                                                                         | 38.8%                                                                          | 1,517                                                                          | 2.2% |
| Berkshire                                                                      | 34,898                                                                         | 70.3%                                                                          | 13,205                                                                         | 26.6%                                                                          | 898                                                                            | 3.1%                                                                           |      |
| Bristol                                                                        | 98,969                                                                         | 53.3%                                                                          | 81,033                                                                         | 43.7%                                                                          | 3,254                                                                          | 3.0%                                                                           |      |
| Dukes                                                                          | 7,185                                                                          | 76.4%                                                                          | 2,011                                                                          | 21.4%                                                                          | 142                                                                            | 2.2%                                                                           |      |
| Essex                                                                          | 177,760                                                                        | 61.4%                                                                          | 104,400                                                                        | 36.1%                                                                          | 4,306                                                                          | 2.5%                                                                           |      |
| Franklin                                                                       | 22,287                                                                         | 69.7%                                                                          | 8,788                                                                          | 27.5%                                                                          | 506                                                                            | 2.8%                                                                           |      |
| Hampden                                                                        | 75,523                                                                         | 54.1%                                                                          | 60,203                                                                         | 43.1%                                                                          | 2,406                                                                          | 2.8%                                                                           |      |
| Hampshire                                                                      | 46,679                                                                         | 71.5%                                                                          | 17,138                                                                         | 26.2%                                                                          | 926                                                                            | 2.3%                                                                           |      |
| Middlesex                                                                      | 426,064                                                                        | 69.6%                                                                          | 169,707                                                                        | 27.7%                                                                          | 9,287                                                                          | 2.7%                                                                           |      |
| Nantucket                                                                      | 3,262                                                                          | 65.8%                                                                          | 1,553                                                                          | 31.3%                                                                          | 86                                                                             | 2.8%                                                                           |      |
| Norfolk                                                                        | 183,795                                                                        | 63.8%                                                                          | 96,607                                                                         | 33.6%                                                                          | 4,215                                                                          | 2.6%                                                                           |      |
| Plymouth                                                                       | 115,810                                                                        | 53.4%                                                                          | 95,669                                                                         | 44.1%                                                                          | 3,134                                                                          | 2.4%                                                                           |      |
| Suffolk                                                                        | 159,232                                                                        | 78.0%                                                                          | 38,886                                                                         | 19.0%                                                                          | 2,909                                                                          | 3.0%                                                                           |      |
| Worcester                                                                      | 162,786                                                                        | 55.0%                                                                          | 124,132                                                                        | 42.0%                                                                          | 5,619                                                                          | 3.0%                                                                           |      |
|                                                                                |                                                                                |                                                                                |                                                                                |                                                                                |                                                                                |                                                                                |      |
| Total                                                                          | 1.584.403                                                                      | 63.7%                                                                          | 859.343                                                                        | 34.5%                                                                          | 39.244                                                                         | 1.6%                                                                           |      |